# Distretto di Svatove
Il distretto di Svatove (in ucraino Сватівський район?, Svativs'kij rajon) è un distretto nell'oblast' di Luhans'k in Ucraina. Il suo centro amministrativo è la città di Svatove. Ha una popolazione di 76 623 abitanti.
Il 18 luglio 2020, come parte della riforma amministrativa dell'Ucraina, il numero di distretti dell'oblast di Luhans'k è stato ridotto a otto e l'area del distretto diSvatove è stata notevolmente ampliata.
L'area del distretto è controllata dalla Repubblica Popolare di Lugansk, che continua a utilizzare le vecchie divisioni amministrative dell'Ucraina precedenti al 2020.